# Alter ego

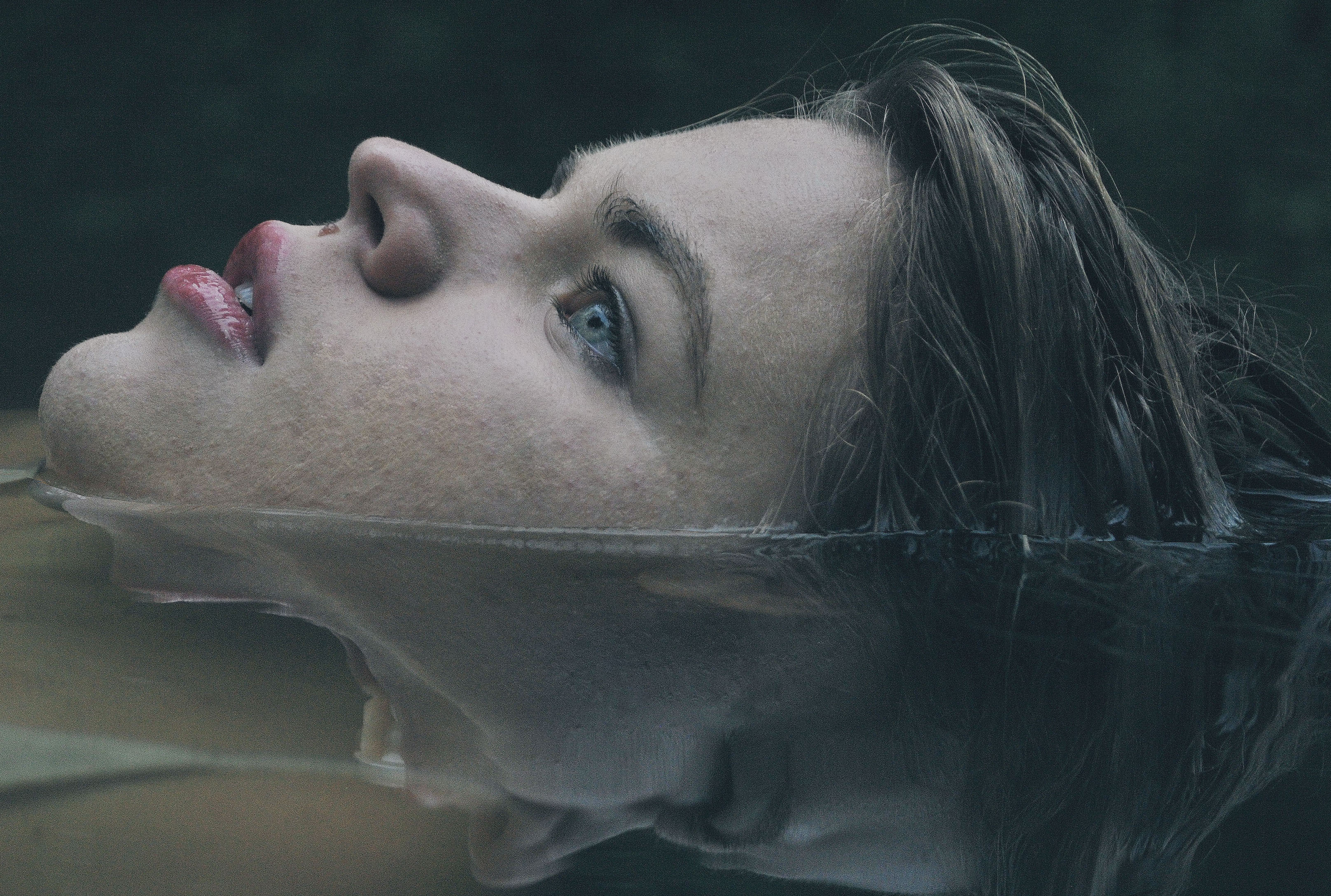
Due espressioni contrapposte di uno stesso volto, in una rappresentazione artistica del significato di alter ego

La locuzione latina alter ego («un altro io») indica un sostituto di una persona, autorizzato ad agire per conto e in rappresentanza di costei, facendone le veci, oppure un altro sé, una seconda personalità all'interno di una stessa persona, con caratteristiche nettamente distinte dalla prima.

## Nel diritto e nella storia
Un alter ego è dotato di un complesso di prerogative e poteri che discendono da una carica superiore e che gli sono conferiti attraverso un istituto giuridico di affidamento: si parla in questi casi di luogotenenza. L'istituto, che conta molti esempi in passato, poteva prevedere anche l'affidamento parziale o totale dei poteri del monarca in capo a una persona di fiducia: tali poteri erano in genere da esercitarsi su un territorio circoscritto (alter ego del re). Se i poteri potevano essere esercitati sull'intero regno si parlava di luogotenenza del regno. Ad esempio, storicamente l'intendente di Capitanata aveva un alter-ego, chiamato proprio così, cioè un sottintendente per il Tavoliere di Puglia.

## Nella psicologia
Il termine può descrivere una relazione intensa tra due persone quando una persona rappresenta una figura di identificazione particolarmente forte per l'altra ed è diventata in una certa misura parte della propria identità.
Nei processi decisionali, in particolare nella selezione del personale, una somiglianza percepita, a volte inconscia, con il candidato da parte del decisore può portare a una decisione distorta, vedi omosocialità.
In psicologia, può anche riferirsi a un “secondo ego”, una “seconda identità” all'interno di una stessa psiche (vedi ombra (archetipo) e ombra (mitologia)). Ego e alter ego sono quindi due lati contraddittori di una personalità scissa.
In psicologia della comunicazione esiste la tecnica dell'alter ego, nota anche come sdoppiamento; si tratta di una forma di terapia o di consulenza in cui un facilitatore (ad esempio uno psicologo della comunicazione) esprime i possibili “pensieri nascosti” di uno dei partecipanti, eventualmente stando alle sue spalle.
Alter ego (identico a “doppio”) è un termine usato nello psicodramma per indicare il rappresentante del protagonista. Se necessario, il “doppio” sostituisce il protagonista nella scena e gli fa da specchio. Il protagonista può così vedere la situazione che sta rappresentando dall'esterno e valutare meglio le proprie reazioni o addirittura farsi mostrare delle alternative.

## Nell'etnografia
Nelle credenze animistiche delle religioni etniche, alter ego (anche anima esterna) indica l'idea globalmente diffusa di sosia spirituali, che esistono come “spirito guardiano personale” sotto forma di animale (più raramente di pianta, di fenomeno naturale o addirittura disincarnato) spazialmente separato da una persona e tuttavia indissolubilmente legato ad essa nel bene e nel male per tutta la vita. Se un tale spirito animale viene catturato, anche l'essere umano associato è in pericolo.
A seconda della religione, tutte le persone o solo alcune di esse hanno un alter ego. Può trattarsi, ad esempio, di uno sciamano che viene protetto dal suo “doppio” durante il viaggio nell'aldilà. Nell'Antico Egitto, le anime esterne a forma di animale Ka e Ba riflettevano la gerarchia politica e sociale dello Stato.
L'idea dell'alter ego sotto forma di animale o pianta è stata approfondita per la prima volta dai Maya e dagli Aztechi dell'America centrale, i cosiddetti Nagual. I Nonish dei Waika del Venezuela e altre tribù di abitanti della foresta pluviale sudamericana hanno una concezione simile. Gli indiani del Nord America hanno spesso spiriti guardiani a forma di animali, ma non come parte della loro anima.
Tra i Semang Negritos della penisola malese, le anime esterne appaiono come alberi o uccelli, e tra molti aborigeni australiani come i Kurnai come marsupiali, uccelli, rettili o pesci. Gli spiriti vegetali sono presenti anche in Africa occidentale tra i Kpelle e in Polinesia.
La relazione con il totemismo è contestata da molti autori. Di norma, i concetti di alter ego vengono classificati come concetti totemici solo se si presume una discendenza diretta da un antenato comune e se esistono tabù corrispondenti per il contatto sessuale con persone dello stesso totem. Tra i Kpelle, ad esempio, l'alter ego punisce il suo proprietario non appena questi viola uno dei divieti del totem.
In etnomusicologia, il concetto di alter ego è utilizzato anche per l'idea di anima libera, che lascia il corpo umano durante il sonno o l'estasi e può esistere come un doppio indipendente e disincarnato.

## Nella letteratura
In letteratura, oltre ad esempi celebri come quello del dottor Jekyll e il signor Hyde, il termine si usa per qualificare un personaggio di un'opera che è psicologicamente analogo all'autore e le cui azioni o pensieri rappresentano quelli dell'autore stesso. A volte con lo stesso termine si qualifica anche il migliore amico di un altro personaggio, spesso del protagonista, o ancora un personaggio avverso al protagonista ma con caratteristiche che lo rendono simile a lui.

## Nei fumetti e nei manga
Il termine e il concetto compaiono frequentemente nei prodotti della cultura di massa (narrativa di genere e letteratura di consumo, ma anche fumetti e cartoni animati), per indicare l'identità segreta di un supereroe, o giustiziere. Sono inoltre molto diffusi nei manga giapponesi, nei quali sono rappresentati personaggi con due personalità contrarie definite con il termine yandere o tsundere.

## Usi erronei

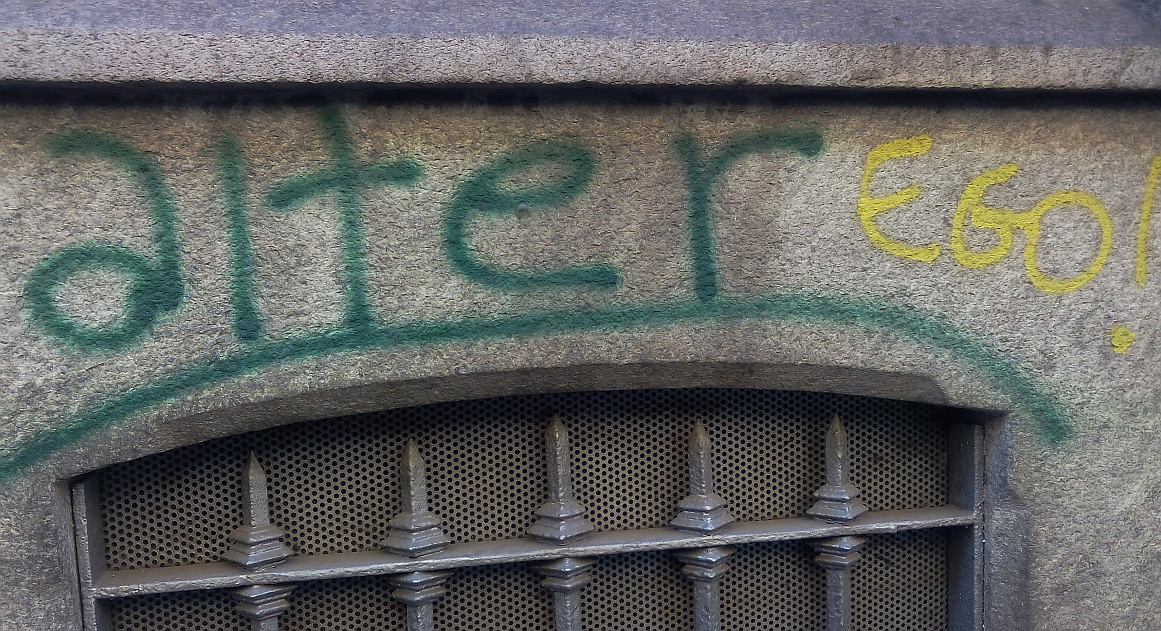
alter EGO!: graffito a Torino

Si considerino i seguenti titoli di libri e articoli:
- Ludwig Schuncke l'alter ego di Schumann
- Michele Marieschi e il suo alter-ego Francesco Albotto
- Ernest Jones alter ego di Freud

O analogamente si considerino le espressioni come: questo o quel politico è l'alter ego di un suo omologo straniero.
Tali usi, che vanno sempre più diffondendosi sia in campo letterario sia nel linguaggio comune, sono sbagliati: per rendere l'idea, Terenzio è stato un altro Menandro, cioè un secondo, un nuovo Menandro, o il Menandro latino, ma non l'alter ego di Menandro.